# Meister von Moulins

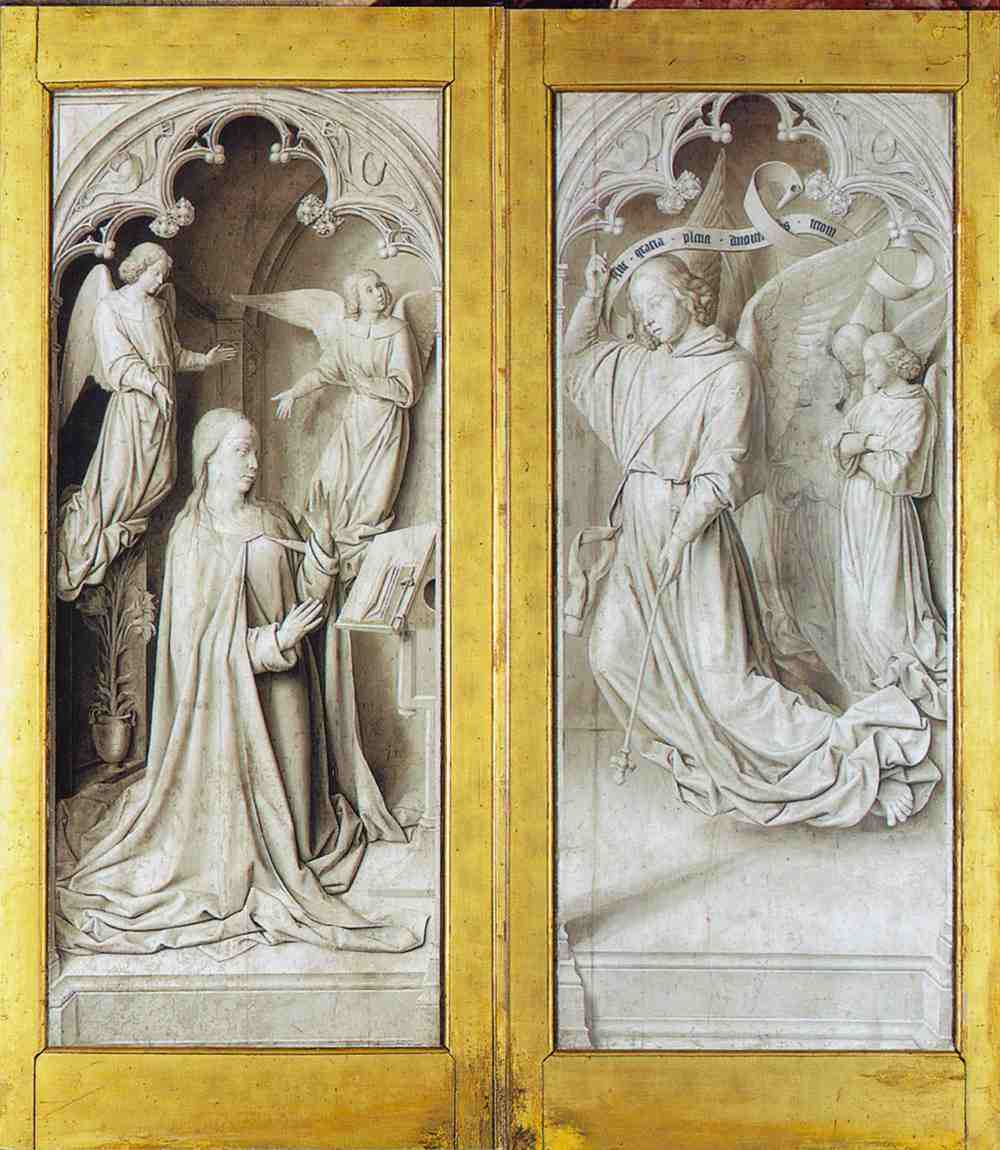
Triptychon von Moulins – Außenseite

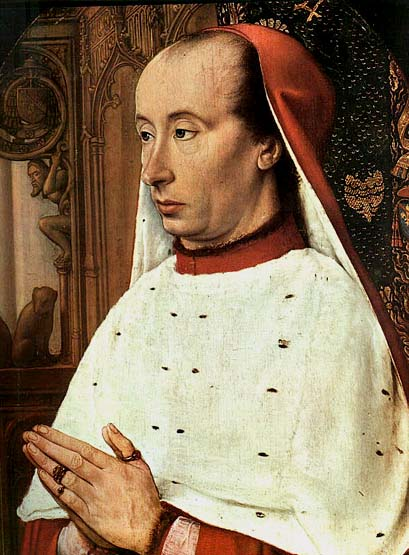
Meister von Moulins: Kardinal Charles II. de Bourbon, um 1476

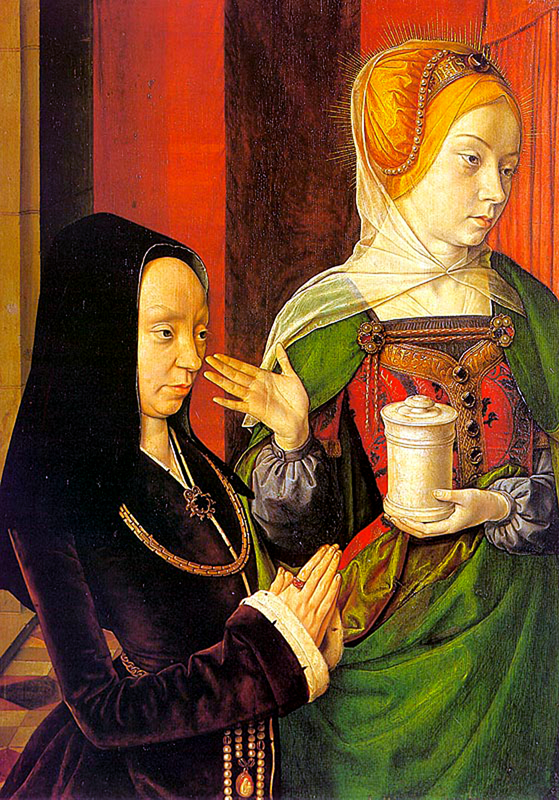
Meister von Moulins: Hl. Magdalena mit Stifterin, um 1490

Mit Meister von Moulins (französisch: maître de Moulins) wird der gotische Maler bezeichnet, der um 1500 einen dreiteiligen Altar (Triptychon) für die Kathedrale von Moulins geschaffen hat. Der namentlich nicht sicher bekannte Meister stammte eventuell aus Flandern und war vermutlich zwischen 1470 und 1500 tätig. Zuletzt in Frankreich zu finden war sein Hauptauftraggeber der Hof der Herzöge von Bourbon, mit ihrer Residenz in Moulins.
Sein Triptychon von Moulins wird als Spitzenwerk am Ausgang der Spätgotik betrachtet. Es ist typisch für die prominente Darstellung des Stifters im Bild zu dieser Zeit.

## Das Triptychon des Meister von Moulins
Der Altar ist in der Schatzkammer der Kathedrale von Moulins zu finden und besteht aus den drei Bildern:
- Heilger Petrus empfiehlt den Stifter Pierre II. de Bourbon. (Innenseite, rechter Flügel)
- Maria in der Glorie und Engel. (Innenseite, Mitteltafel)
- Heilige Anna empfiehlt die Stifterin Anne de Beaujeu und ihre Tochter Suzanne. (Innenseite, linker Flügel)

Die Außenseiten (“Werktagsseite”) der beiden Flügel zeigen eine Verkündigung (in Grisaillen).

## Identifizierung
Die Auflösung des Notnamens des Meisters von Moulins wird von Kunsthistorikern diskutiert.
Oft wird der Meister mit dem Maler Jean Hay (oder Jean Hey) identifiziert. Ein Maler mit Namen Maistre Je(h)an ist in Unterlagen des Hofes im Moulins damals zu finden. Er wird in Quellen als „Maler des Kardinals“ (also von Kardinal Charles II. de Bourbon, vergleiche dessen Porträt vom Meister von Moulins) bezeichnet und begleitete ihn auf Reisen.
Weiter wird in Fachkreisen der Name Jean Prévost diskutiert, ein in Lyon nachgewiesener Maler und Glasmaler, für das gesamte oder zumindest Teile des Werkes des Meister von Moulin.

## Andere Werke des Meister von Moulins
Eine Reihe von anderen Werken werden dem Meister von Moulins zugeordnet, darunter:
- Porträt des Kardinals Charles II. de Bourbon, 1476–1485. München, Alte Pinakothek
- Hl. Magdalena mit Stifterin Madeleine de Bourgogne. Paris, Musée du Louvre
- Weihnachtsbild des Kardinals Rolin, um 1480. Autun, Musée Rolin.

Die Darstellung des Kardinals im Bild entspricht der Beschreibung in einem Vertrag des Malers Pierre Spicre mit dem Stift der Kirche Notre-Dame in Beaune aus dem Jahr 1474, in dem dieser mit Entwürfen für Wandteppiche in der Kirche beauftragt wird: „es soll auch gemacht werden mein Herr der Kardinal betend, mit geschlossenen Händen, sein Kardinalshut neben ihm und sein Hündchen vor ihm, wie es ist auf dem Bild in der Kapelle St. Ligier in Beaune, das der genannte Meister gemacht hat.“ Offenbar diente Pierre Spicres Bild in der St. Ligier-Kapelle dem Meister von Moulins als Vorbild.
Zwei erhaltene Tafeln eines Retabels der Empfängnis Mariens:
- Begegnung an der Goldenen Pforte (London, National Gallery)
- Verkündigung (Art Institute, Chicago)

Zwei Flügel eines Triptychons (Louvre, Paris):
- Peter II. von Bourbon und dem heiligen Petrus
- Anne de France und der heilige Johannes Evangelist mit Suzanne de Bourbon

Glasmalereien:
- Empfängnis Mariens, Kathedrale von Moulins.
- St. Katharina, Kathedrale von Moulins.
- Fenster der Familie Popillon, Kathedrale von Moulins.

Von „Jean Hey“, der mit dem Meister von Moulins identifiziert wurde, ist ein Werk erhalten, das mit seinem Namen signiert ist:
- Ecce Homo, 1494 (Angabe auf der Rückseite Jean Hey). Brüssel, Musée Royaux des Beaux Arts.